# Наган М1895
Нагант М1895 је револвер у калибру 7,62×38 мм који су конструисали Емил и Леон Нагант 1895. Највећу употребу имао је у Руској Империји и Совјетском савезу.
У СССР је 1933. замењен пиштољем Токарев ТТ-33, али се производио све до краја Другог светског рата. Коришћен је и у многим ратовима касније, а и дан данас је чувен по својим перформансама и поузданости.

## Руски М1895
Леон Нагант и његов брат Емил били су познати у двору и војној администрацији Руског цара због улоге коју су играли у дизајну руске службене пушке, Мосин-Наган 1891. Нагант М1895 прихваћен је као стандардна страна издавања  руку за царску руску војску и полицајце, где је заменила раније моделе Смит & Весон као што је Модел 3.
Производња је започела у Лијежу, Белгија;  међутим, Русија је откупила производна права 1898. године и преселила производњу у Тулски арсенал у Русији, и ускоро је производила 20.000 примера годишње.
До 1918. производио се у две верзије: двострукој верзији за официре и јефтинијој верзији са једним дејством за чинове. Црвена армија и совјетске снаге безбедности и даље су је користиле након руске револуције.  Препознатљиви облик и име помогли су му да постигне култни статус у Русији, а почетком 1930-их представљање Нагант М1895 револвера са рељефном Црвеном звездом било је једно од највећих признања које се може одати члану партије. Уобичајено руско име за револвер, наган (нагант) постало је синоним за концепт револвера уопште и примењивано је на такво оружје без обзира на стварну марку или модел.
Већ 1933. М1895 је почео да замењује Токаревим полуаутоматским пиштољем, али никада није потпуно замењен све до замене ТТ-33 са Макаров ПМ 1952. И даље је произвођен и коришћен у великом броју током Другог светског рата и остао је у употреби Руској Железници, поштанским службама и неким удаљеним полицијским снагама дужи низ година. У Руској Федерацији повучен је из употребе са поштанском заштитном службом тек 2003. године, а из Федералне извршне службе 2009. године.

## Техничке карактеристике
Револвери обично имају мали размак (који се понекад назива и зазор бљескалице) између цилиндра и цијеви како би се омогућило окретање цилиндра.  Метак мора „прескочити“ овај јаз када се испаљује, што може имати штетан утицај на тачност, нарочито ако су цијев и комора неусклађени.  Јаз је такође пут за избацивање гасова високог притиска (и температуре).  Скупи револвер као што су Корт и Манурхин су ручно постављени, што смањује јаз. Масовно произведени револвер може имати размак до 0,25 mm.
Насупрот томе, М1895 има механизам који, када је чекић нагнут, прво окреће цилиндар, а затим га помера напред, затварајући отвор између цилиндра и цеви.  Уложак, такође јединствен, игра важну улогу у затварању пиштоља како би се спречило изливање гасова са барутом. Метак је дубоко смештен, потпуно у унутрашњости кертриџа, а кућиште је лагано смањеног у пречнику на устима. Шипка има кратак конусни пресјек са задње стране; ово прихвата уста кертриџа, довршавајући гасно бртвило. Заптивањем зазора, брзина метка се повећава за 15 до 45 m / s (50 до 150 ft/s) Ова функција такође елиминише могућност повреда услед испадања гасова кроз јаз, који могу оштетити прст ако  корисник држи пиштољ с прстом постављеним поред прореза.
Недостатак овог дизајна је у томе што су Нагант револвер били напорни и дуготрајни за поновно пуњење, са потребом да ручно избаците сваки од кориштених патрона и поново пребаците један уложак истовремено кроз капију за пуњење. У време када је револвер дизајниран, овај систем је застарео. У Енглеској је револвер Веблеи користио преломну акцију која је истовремено избацила свих шест потрошених уложака; а у Америци је љуљачка дизалица и окретни ваљак заменио систем за утоваривање и систем избацивања шипки. Међутим, Нагант дизајн је имао предност што захтева мање обраде од модернијих дизајна.
Нагант М1895 рађен је у моделима са једном акцијом и са двоструком акцијом пре и током Првог светског рата; они су колоквијално познати као „приватни модел“, односно „службеников модел“.  Чини се да је производња модела са једном акцијом стала након 1918, са изузецима, укључујући примере за циљану конкуренцију. Већина револвера са једном акцијом касније је претворена у двоструко дејство, што је чинило оригиналне револвере са једним дејством прилично ретким.
Без обзира да ли је испаљен у једној акцији или са двоструком акцијом, Нагант М1895 има изразито велико повлачење окидача (око 12 лбс за једноструку и ~ 20 лбс за двоструку акцију). Ентузијасти су могли прилагодити потез подешавањем опруге у облику латиничног слова В, било мљевењем, било уситњавањем.

## Историја и коришћење
Револвер М1895 интензивно је користила Руска царска армија, а касније и Совјетски Савез после Октобарске револуције. У руској служби било је познато по својој екстремној чврстини и способности да издржи злоупотребе. Као што је један бивши царски руски официр изјавио, „ако нешто није у реду са М1895, могли бисте то да поправите чекићем“.
Користила га је бољшевичка тајна полиција, Чека, као и његове совјетске наследнице, ОГПУ и НКВД. Седам Нагант револвера комунисти су искористили за погубљење руске царске породице и њихових слугу у јулу 1918. У полицијској улози често се виђао са одсеченом цеви како би се помогло у скривању од стране агената у цивилу. Упркос појављивању модернијег совјетског пиштоља ТТ, М1895 је остао у производњи и употреби током Другог светског рата. Нагантов запечаћени систем испаљивања значио је да Нагант револвер, за разлику од већине других револвера, може ефикасно користити средство за сузбијање звука, а на њега се понекад постављају и средства за сузбијање.
Потиснути револвер М1895 Нагант, модификовани у тајним радионицама, такође су се нашли у рукама герилаца Вијет Конга током Вијетнамског рата као оружје за атентат. Постоји пример потиснутог Нагант М1895 у музеју ЦИА у Ланглеи-у, Вирџинија, Сједињене Америчке Државе.
Оружје се у Белгији сматрало „старинским“ и постало је легално посједовати оружје. 2013. године оружје је поново забрањено.  Наганти револвери пронађени су код терористе Амеди Коулибали 2015. године и код холандског трговца оружјем.

## Варијанте

### Војни
- Нагант "Војнички модел"- верзија у једној акцији за подофицире и војнике.
- Нагант "официрски модел" - верзија са двоструком акцијом за официре
- Нагант са познатим звуком за сузбијање  као "уређај БРАМИТ"  - произведен од 1931. године  за совјетске извиђачке и извиђачке трупе.
- вз.30 (Нагант вз. 30)

### Цивилни
- КР-22 «Сокол» - .22 ЛР
- Нагант 1910 - Побољшана верзија са закретним цилиндром.  Никад није прихваћен у употребу и имао је лошу продају цивилног тржишта.

## Калибри

### Руски
7,62 mm Нагант је такође познат као 7,62 × 38 ммР (обрубано) или „Метак Тип Р“. Пројектил је смештен испод ушћа кертриџа, а прегиб кертриџа је седео тик изнад метка. Кад се активира, пресова се шири у форсирајући конус, употпуњавајући гасно бртвило и наоко повећавајући брзину њушке за приближно 23 m/s.
Калибар 7,62 mm одабран је делом како би се поједноставио алат који се користио за израду бачви и израду пројектила, јер је руска сервисна пушка тог времена, Мосин-Нагант М91, имала идентичан пречник проврта и била је комора за 7,62×54mmР. Стварни промер метака и метака револвера и пушке износи 7,91 мм или .311 инча.
Може се уградити цилиндар за .32 који омогућавају Наганту сигурно гашење .32 Х&Р или .32 ACP.  Пуцање било које муниције, осим кертриџа 7,62к38ммР, са оригиналним цилиндром може резултирати телесним повредама од метака или експлозивног плина, а прекомерни притисци произведени од неке .32 муниције такође могу довести до катастрофалног квара цилиндра или оквира.
Активирана муниција може се поново пунити из месинга и специфичан је за Нагант. Иако ово елиминира испупчене / раздељене / заглављене случајеве који су се догодили током употребе .32 С&В и .32 Х&Р, гасно бртвило по којем је Нагант постао познат још увек неће у потпуности функционисати, због .32-20 не  довољно дуго да се избочи поред цилиндра попут оригиналне Нагант муниције.

### Шведски/Норвешки
Остале дизајне Нагантових револвера прихватиле су и полицијске и војне службе Шведске (7,5 мм М1887), Норвешке (М1893), Пољске (Нагант вз. 30) и Грчке (Περιστροφον М1895).
Шведски и норвешки Наганти користили су другачији уложак, 7,5 мм Нагант. Ова муниција је заменљива са 7,5 мм орденом 1882. године (швајцарски 7,5 мм револвер).

## Корисници
- Афганистан
- Источна Немачка
- Белгија
- Белорусија
- Грузија
- Финска
- Иран
- Јапан
- Казахстан
- Киргистан
- Лаос
- Литванија
- Летонија
- Либија
- Мали
- Мексико
- Монголија
- Северна Кореја
- Пољска
- Руско царство
- Русија
- Родезија
- Румунија
- Совјетски Савез
- Јужна Кореја
- Шведска
- Таџикистан
- Вијетнам
- ФНРЈ[2]
- Узбекистан
- Краљевина Грчка
- Украјина
- Друга шпанска република
- Вијет Конг